# Kingpin (Marvel)
De Kingpin (echte naam Wilson Fisk) is een fictieve schurk uit de strips van Marvel Comics. Hij werd bedacht door Stan Lee en John Romita sr., en verscheen voor het eerst in The Amazing Spider-Man #50 (juli 1967). Kingpin is gemodelleerd naar Sydney Greenstreet's personage in The Maltese Falcon.
Kingpin is een crimineel meesterbrein en de leider van de New Yorkse maffia en criminele onderwereld. Kingpin is vooral herkenbaar door zijn enorme postuur, witte kostuum en zijn eeuwige sigaar en met een diamant bedekte wandelstok. Hij beschikt niet over superkrachten, maar vanwege zijn positie als crimineel meesterbrein is hij toch een vijand van menig superheld. Vooral Punisher, Spider-Man en Daredevil krijgen het vaak met hem aan de stok, maar ook Captain America, Moon Knight, Dr. Strange, The Avengers en Ghost Rider hebben hem al bevochten.
Kingpin is al jarenlang op de hoogte van Daredevils echte identiteit door het verraad van Karen Page. In zijn strijd tegen de superhelden heeft Kingpin vaak superschurken ingehuurd zoals Bullseye, Elektra, Jack O’Lantern, Answer en Typhoid Mary.

## Biografie
Wilson Fisk kwam uit een arm gezin en werd vanwege zijn enorme omvang veel gepest. Hij begon daarom te trainen, en gebruikte zijn nieuw verworven kracht om de vroegere pestkoppen te dwingen zich bij zijn bende aan te sluiten. Dit was Wilsons eerste stap op weg naar zijn latere reputatie als een van de meest succesvolle criminelen van New York. Fisks eerste bende bestond enkel uit simpele criminelen, maar na een tijdje werd Fisk ontdekt door de topcrimineel Don Rigoletto, die Fisk inhuurde als zijn lijfwacht. Fisk verraadde Don Rigoletto, vermoordde hem en nam zijn bende over. Hierdoor werd hij een van de machtigste meestercriminelen van de stad en heerste hij over de gehele New Yorkse maffia.
Kingpin behield zijn positie vele jaren. Maar hij had ook vaak ruzie met andere criminele bendes zoals de Maggia en HYDRA, die uiteindelijk samenspanden om Fisk ten val te brengen. Fisk vluchtte hierop naar Japan en opende daar een specerijenzaak in de hoop weer rijk te worden. Na genoeg geld te hebben verdiend keerde Fisk terug naar New York en lokte een oorlog tussen de verschillende bendes uit. Met de gehele criminele wereld in chaos was Fisk in staat zijn oude rijk weer op te bouwen.
Hoewel Fisk een machtige misdaadleider was, stond hij bij de buitenwereld vooral bekend als een eerlijk zakenman. Hij doneerde dan ook vaak geld aan goede doelen om zijn goede naam te behouden. Verder had hij een heel leger advocaten paraat staan om telkens zijn naam te zuiveren. Hij ontmoette ook een vrouw genaamd Vanessa en trouwde met haar. Samen kregen ze een zoon, Richard Fisk. Vanessa wist toen ze met Fisk trouwde nog niets af van het feit dat hij de criminele Kingpin was, en toen ze hierachter kwam dreigde ze hem te verlaten als hij niet stopte met zijn misdaden. Kingpin trok zich daarom een tijdje terug met zijn gezin in Japan, totdat de bendeoorlogen in New York zijn aandacht vereisten.
Richard Fisk wist evenmin iets van zijn vaders criminele leven af en ontdekte dit pas toen hij al op de Hogeschool zat. Na zijn diploma te hebben behaald vertelde hij zijn ouders dat hij naar Europa zou vertrekken. Enkele maanden later kwam het bericht dat Richard, die kwaad was op zijn vader nu hij de waarheid kende, was omgekomen bij een ski-ongeluk. In werkelijkheid leefde hij nog en werd een van Kingpins grootste rivalen, The Rose.
Kingpin verloor zijn machtspositie uiteindelijk aan een van zijn medewerkers, Samuel Silke, die samenwerkte met Richard Fisk. Hierop vermoordde Vanessa Richard, en vluchtte het land uit met Fisks resterende kapitaal, terwijl Kingpin zich terugtrok in een niet bij naam genoemd Oost-Europees land. Hij keerde later terug na wraak te hebben genomen op Silke en slaagde er bijna in zijn oude positie te herwinnen, maar hij werd verslagen door Daredevil. Daredevil verklaarde zichzelf de nieuwe Kingpin, en Fisk ging naar de gevangenis.
In de gevangenis kwam Fisk met het plan zijn vrijheid en kapitaal terug te winnen door de FBI bewijs te tonen dat Matt Murdock in werkelijkheid Daredevil was. Dit deed hij vooral omdat het in de gevangenis vol zat met Fisks oude vijanden, die hem constant bedreigden. Hij slaagde erin Matt Murdock te laten arresteren, maar de FBI verraadde Fisk en arresteerde hem ook. Matt en Fisk belandden in dezelfde cel en werden gedwongen samen te werken toen er een rel in de gevangenis uitbrak. Bij deze rel wist Murdock te ontsnappen en werd Kingpin in zijn knie geschoten door Bullseye.
In de verhaallijn "Return of the King" weet Kingpin zijn oude positie te herwinnen.

## Krachten en vaardigheden
Kingpin bezit geen superkrachten. Wel is hij lichamelijk zo sterk als een man van zijn postuur maar kan zijn en doet hij er ook alles aan om dat zo te houden. Kingpin is uitzonderlijk lang (6,5 voet ofwel 1,98 meter). Verder beschikt hij over een groot uithoudingsvermogen en is, zeker voor iemand van zijn omvang, bijzonder wendbaar en behendig. Hij is tevens een meester in vele gewapende en ongewapende vechtkunsten zoals sumo, jujutsu en hapkido. Hij kan zich zelfs gemakkelijk staande houden tegen vijanden die wel over superkrachten beschikken, zoals Spider-Man.
Kingpin draagt standaard een Kevlar-pantser onder zijn kleding, en heeft soms een wandelstok bij zich met een ingebouwde laser die sterk genoeg is om een handvuurwapen (of iemands hoofd) geheel te verdampen. Verder draagt hij een decoratieve dasspeld die een kleine ruimte met dicht opeengepakt slaapgas bevat, wat zeer effectief is, zeker als het recht in iemands gezicht wordt gespoten. Vanwege zijn enorme fortuin kan Kingpin het zich gemakkelijk veroorloven om meer geavanceerde wapens aan te schaffen, maar hij wil dit alleen als laatste redmiddel gebruiken.
In de loop der jaren is Kingpin steeds minder een vijand van Spider-Man, en steeds meer een vijand van Daredevil geworden. Ook veranderde hij van een typische stripmeestercrimineel in een meer realistische maffioso.
Naast zijn opzienbarende fysieke toestand en zijn geavanceerde gadgets is Kingpin ook zeer intelligent en een meester in de tactiek. Hij is bedreven en ervaren in het organiseren en managen van zowel criminele als wettige zaken.

## Ultimate Kingpin
De Ultimate Marvel-versie van Kingpin verschilt niet zo veel van zijn tegenhanger uit de standaardstrips. Hij is de leider van de New Yorkse georganiseerde misdaad, een meedogenloze moordenaar en berucht om het feit dat hij zich altijd uit lastige situaties weet te kopen. Zijn werknemers zijn onder andere Electro, Elektra en de Enforcers. Wel is hij meer een vijand van Spider-Man dan een vijand van Daredevil.
Ook Vanessa Fisk kwam even kort voor in de strip. Het werd onthuld dat ze in een coma ligt, maar de reden hiervan is onbekend.

## Kingpin in andere media

### Marvel Cinematic Universe

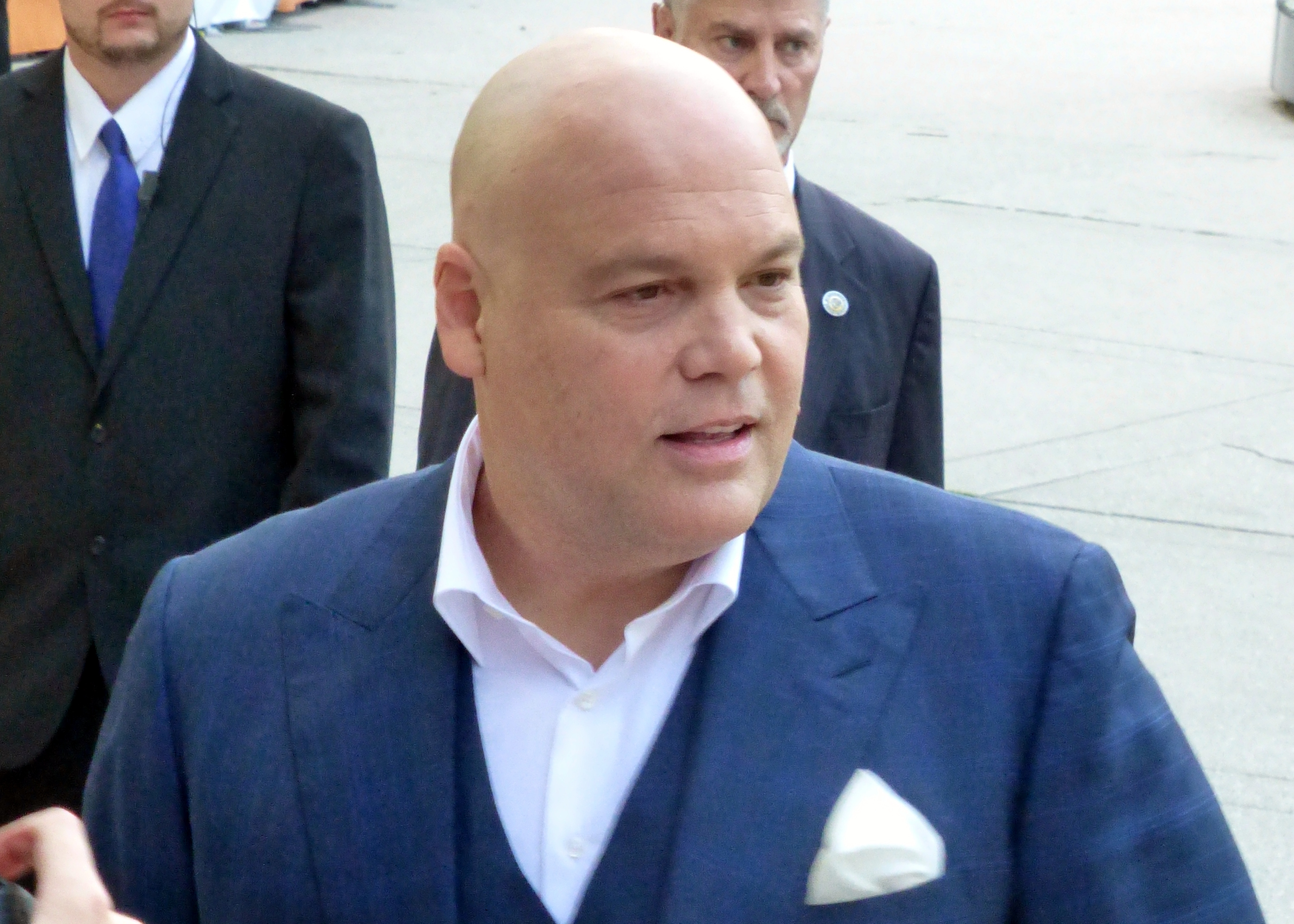
Vincent D'Onofrio vertolkte het personage in de Netflix-serie Daredevil.

Sinds 2015 verschijnt Kingpin / Wilson Fisk in het Marvel Cinematic Universe waarin hij wordt vertolkt door Vincent D'Onofrio. Fisk heeft in dit universum een groot imperium opgebouwd binnen New York waarbij hij onder andere de New Yorkse politie en FBI heeft omgekocht om zijn criminele zaken soepel te laten verlopen. Fisk wordt opgepakt door toedoen van Daredevil waarna hij in de gevangenis beland. Hier wordt hij door goed gedrag uiteindelijk onder toeziend oog van de FBI (die corrupt is door Wilson Fisk) uit vrijgelaten. Nadat hij getrouwd is met zijn grote liefde, Vanessa Marianna, wordt hij verslagen door Daredevil waarna hij levenslang in een zwaar bewaakte gevangenis wordt gezet voor afpersing en corruptie. 
Echter verschijnt Wilson Fisk als de "oom" van Maya Lopez en de baas van de Tracksuit Mafia in de televisieserie Hawkeye, waar hij om vooralsnog onverklaarbare redenen niet meer in de gevangenis zit. Fisk blijkt in de serie samen te werken met Kate Bishop's moeder, Eleonor en heeft Yelena Belova via Vallentina Allegra de Fontiane ingehuurd om Clint Barton te vermoorden omdat Barton een dreiging vormt voor zijn imperium. Wilson Fisk komt onder andere voor in de volgende televisieseries: 
- Daredevil (2015-2018) (Netflix)
- Hawkeye (2021) (Disney+)
- Echo (2024) (Disney+)
- Daredevil: Born Again (2025) (Disney+)

### Televisie
- Kingpin verscheen in elke animatieserie van Spider-Man. In Spider-Man: The Animated Series was hij zelfs de hoofdvijand. Deze Kingpin komt sterk overeen met de stripversie, maar hij huurt veel meer superschurken in om zijn werk te doen. Hij is het meesterbrein achter de creatie van de Spider-Slayers, en was verantwoordelijk voor de creatie van Insidious Six. Het grootste deel van de tijd opereerde hij van achter de schermen, totdat in een tweedelige cross-over met Daredevil Kingpin werd ontmaskerd. Zijn stem werd gedaan door Roscoe Lee Browne.

- Kingpin verscheen ook in de televisiefilm The Trial of the Incredible Hulk, gespeeld door John Rhys-Davies.

- Kingpin verscheen in een aflevering van Spider-Man: The New Animated Series. Hij liet Spider-Man denken dat hij voor de FBI werkte en gaf de superheld de opdracht om een chip te stelen van een criminele bende (in werkelijkheid onschuldige wetenschappers). Nadat Spider-Man dit bedrog ontdekte, liet hij met hulp van Harry Osborn en de echte FBI Kingpin opsluiten in de gevangenis. De Kingpin in deze serie bezit een wandelstok met een rode diamant als knop, die tevens laserstralen kan afschieten.

### Films

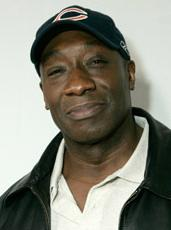
Michael Clarke Duncan speelde Kingpin in de film Daredevil (2003).

- Kingpin verscheen in de film Daredevil. Hoewel Kingpin in de strips een blanke man is, koos de filmstudio de Afro-Amerikaanse acteur Michael Clarke Duncan voor de rol. Dit omdat hij de enige was die zowel het juiste postuur als het acteertalent[bron?] had voor de rol van Kingpin. Voordat hij werd gecast voor de rol deden enkele blanke worstelaars auditie, maar zij bleken niet goed genoeg. Veel critici vonden dit blijkbaar geen punt, en prezen Duncan voor de manier waarop hij Kingpin speelde. De filmversie van Kingpin begon als een medewerker van een bendeleider genaamd Falon, die hem inhuurde om Jack Murdock, Daredevils vader, te vermoorden. Jaren later werd Fisk zelf een bendeleider en wist zijn criminele bezigheden succesvol verborgen te houden, hoewel de media wel verhalen oppikte over een zekere Kingpin die de gehele georganiseerde misdaad van New York zou leiden. In de film huurt Kingpin Bullseye in om Nikalaos Natchios en diens dochter Elektra te vermoorden. Bullseye weet Elektra te doden, maar wordt vervolgens verslagen door Daredevil. Tijdens het gevecht onthult Bullseye dat de Kingpin in werkelijkheid de zakenman Wilson Fisk was, waarna Daredevil hem opzoekt. Kingpin blijkt echter een stuk sterker dan Daredevil eerst dacht en weet hem zelfs te ontmaskeren. Desondanks weet Daredevil te winnen, maar in plaats van Kingpin te doden besluit Daredevil hem te laten arresteren. Kingpin dreigt nog Daredevils identiteit bekend te maken aan iedereen, maar Daredevil wijst hem erop dat hij dan tevens zal moeten bekennen dat hij is verslagen door een blinde, iets dat voor een machtige bendeleider als Kingpin gelijkstaat aan zelfmoord.
- Kingpin verscheen in de animatiefilm Spider-Man: Into the Spider-Verse als de hoofdschurk. Hierin werd hij ingesproken door Liev Schreiber in de originele versie en door Derek de Lint in de Nederlandse versie.